# البنك الدولي
البنك الدولي هو أحد الوكالات المتخصصة في الأمم المتحدة التي تعنى بالتنمية. وقد بدأ نشاطه بالمساعدة في إعمار أوروبا بعد الحرب العالمية الثانية وهي الفكرة التي تبلورت خلال الحرب العالمية الثانية في «بريتون وودز» بولاية نيو هامبشير الأمريكية، ويعد الإعمار في أعقاب النزاعات موضع تركيز عام لنشاط البنك نظرا إلى الكوارث الطبيعية والطوارئ الإنسانية، واحتياجات إعادة التأهيل اللاحقة للنزاعات والتي تؤثر على الاقتصاديات النامية والتي في مرحلة تحول، ولكن البنك اليوم زاد من تركيزه على تخفيف حدة الفقر كهدف موسع لجميع أعماله. ويركز جهوده على تحقيق الأهداف الإنمائية للألفية التي تمت الموافقة عليها من جانب أعضاء الأمم المتحدة عام 2000، والتي تستهدف تحقيق تخفيف مستدام لحدة الفقر.
مجموعة البنك الدولي هي مجموعة مؤلفة من خمس منظمات عالمية، مسؤولة عن تمويل البلدان بغرض التطوير وتقليل إنفاقه، بالإضافة إلى تشجيع وحماية الاستثمار العالمي. وقد أنشئ مع صندوق النقد الدولي حسب مقررات مؤتمر بريتون وودز، ويشار لهما معا كمؤسسات بريتون وودز. وقد بدأ في ممارسة أعماله في 27 يناير 1946.رئيس الحالي هو أجاي بانغا.
اعتبارًا من عام 2022، يدير البنك الدولي رئيس و25 مديرًا تنفيذيًا، بالإضافة إلى 29 نائبًا مختلفًا للرئيس. ويبلغ عدد البلدان الأعضاء في البنك الدولي للإنشاء والتعمير والمؤسسة الدولية للتنمية 189 و174 دولة على التوالي. وتتمتع الولايات المتحدة واليابان والصين وألمانيا والمملكة المتحدة بأكبر قدر من قوة التصويت. ويهدف البنك إلى تقديم القروض إلى البلدان النامية للمساعدة في الحد من الفقر. ويشارك البنك في العديد من الشراكات والمبادرات العالمية، ويلعب دورًا في العمل على معالجة تغير المناخ. يدير البنك الدولي عددًا من أجنحة التدريب، ويعمل مع مبادرة الهواء النظيف وأعمال التنمية التابعة للأمم المتحدة. وهي تعمل ضمن مبادرة البيانات المفتوحة وتستضيف مستودع المعرفة المفتوحة.
انتقد البنك الدولي باعتباره يروج للتضخم ويضر بالتنمية الاقتصادية، ما تسبب في احتجاجات في عامي 1988 و2000. وكانت هناك أيضًا انتقادات لحوكمة البنك واستجابته لجائحة كوفيد-19. واجه الرئيس ديفيد مالباس انتقادات شديدة عندما تحدى الإجماع العلمي بشأن تغير المناخ. استبدل بأجاي بانغا، الذي يدعم العمل المناخي.

## تاريخ
أنشئ البنك الدولي في مؤتمر بريتون وودز عام 1944، إلى جانب صندوق النقد الدولي. عادة ما يكون رئيس البنك الدولي أمريكيًا. يقع مقر البنك الدولي وصندوق النقد الدولي في واشنطن العاصمة، ويعملان بشكل وثيق مع بعضهما البعض.
على الرغم من أن العديد من الدول كانت ممثلة في مؤتمر بريتون وودز، لكن الولايات المتحدة والمملكة المتحدة كانتا الأقوى في الحضور وسيطرتا على المفاوضات. البلدان المنخفضة الدخل التي لا تستطيع الحصول على القروض تجاريًا. وقد يقدم البنك أيضًا قروضًا ويطلب إصلاحات سياسية من المستفيدين.

### 1944-1974
في سنواته الأولى، كانت بداية البنك بطيئة لسببين: أنه كان يعاني من نقص التمويل، وكانت هناك صراعات على القيادة بين المدير التنفيذي للولايات المتحدة ورئيس المنظمة. عندما دخلت خطة مارشال حيز التنفيذ في عام 1947، بدأت العديد من الدول الأوروبية في تلقي المساعدات من مصادر أخرى. وفي مواجهة هذه المنافسة، حول البنك الدولي تركيزه نحو الحلفاء غير الأوروبيين. وحتى عام 1968، كانت قروضه مخصصة لبناء أعمال البنية التحتية، مثل الموانئ البحرية، وأنظمة الطرق السريعة، ومحطات الطاقة، والتي من شأنها أن تولد دخلًا كافيًا لتمكين الدولة المقترضة من سداد القرض. في عام 1960، شكلت المؤسسة الدولية للتنمية (على عكس صندوق الأمم المتحدة المسمى SUNFED)، لتقديم قروض ميسرة للدول النامية.
قبل عام 1974، كانت قروض إعادة الإعمار والتنمية التي قدمها البنك الدولي صغيرة نسبيًا. وكان موظفوه على دراية بالحاجة إلى غرس الثقة في البنك. وكانت النزعة المحافظة المالية هي السائدة، وكان على طلبات القروض أن تستوفي معايير صارمة.
كانت فرنسا أول دولة تحصل على قرض من البنك الدولي في عام 1947. واختار رئيس البنك في ذلك الوقت، جون ماكلوي، فرنسا على حساب بلدين آخرين متقدمين، بولندا وتشيلي. وكان القرض بقيمة 250 مليون دولار أمريكي، أي نصف المبلغ المطلوب، وجاء بشروط صارمة. كان على فرنسا أن توافق على إنتاج ميزانية متوازنة وإعطاء الأولوية في سداد الديون للبنك الدولي على الحكومات الأخرى. وقام موظفو البنك الدولي بمراقبة استخدام الأموال عن كثب للتأكد من استيفاء الحكومة الفرنسية للشروط. بالإضافة إلى ذلك، قبل الموافقة على القرض، أبلغت وزارة الخارجية الأمريكية الحكومة الفرنسية أنه يجب أولًا إزالة أعضائها المرتبطين بالحزب الشيوعي. امتثلت الحكومة الفرنسية وأزالت الحكومة الائتلافية الشيوعية – ما يسمى بالحكومة الثلاثية. وفي غضون ساعات، جرت الموافقة على قرض فرنسا.

### 1974-1980
ومن عام 1974 إلى عام 1980، ركز البنك على تلبية الاحتياجات الأساسية للناس في العالم النامي. وقد زاد حجم وعدد القروض المقدمة للمقترضين بشكل كبير، مع توسع أهداف القروض من البنية التحتية إلى الخدمات الاجتماعية والقطاعات الأخرى.
يمكن عزو هذه التغييرات إلى روبرت ماكنامارا، الذي عين لرئاسة البنك في عام 1968 من قبل ليندون ب. جونسون. ماكنامارا حثّ أمين الصندوق بالبنك، يوجين روتبرغ، على البحث عن مصادر جديدة لرأس المال خارج البنوك الشمالية التي كانت المصادر الرئيسية للتمويل. استخدم روتبرغ سوق السندات العالمية لزيادة رأس المال المتاح للبنك. أحد نتائج فترة إقراض التخفيف من حدة الفقر كانت الزيادة السريعة في ديون العالم الثالث. من عام 1976 إلى 1980، ارتفعت ديون الدول النامية بمعدل سنوي متوسط قدره 20%.
أُنشئت المحكمة الإدارية للبنك الدولي في عام 1980، للبت في المنازعات بين مجموعة البنك الدولي وموظفيها حيث لم يتم احترام ادعاءات عدم احترام عقود العمل أو شروط التعيين.

### 1980-1989
وقد خلف ماكنمارا مرشح الرئيس الأمريكي جيمي كارتر، ألدن دبليو كلاوسن، في عام 1980. استبدل كلاوسن العديد من أعضاء طاقم ماكنمارا وقام بصياغة تركيز مختلف على المهمة. وكان القرار الذي اتخذه في عام 1982 باستبدال كبيرة الاقتصاديين في البنك، هوليس بي. تشينري، بآن كروجر مثالًا على هذا التركيز الجديد. اشتهرت كروجر بانتقادها لتمويل التنمية ووصف حكومات العالم الثالث بأنها دول تسعى إلى الريع.
خلال الثمانينيات، ركز البنك على الإقراض لخدمة ديون العالم الثالث، وسياسات التكيف الهيكلي المصممة لتبسيط اقتصادات الدول النامية. ذكرت منظمة اليونيسيف في أواخر الثمانينيات أن برامج التكيف الهيكلي التابعة للبنك الدولي كانت مسؤولة عن انخفاض المستويات الصحية والغذائية والتعليمية لعشرات الملايين من الأطفال في آسيا وأمريكا اللاتينية وأفريقيا.

## الهدف العام
الهدف العام من البنك هو تشجيع استثمار رؤوس الأموال بغرض تعمير وتنمية الدول المنضمة إليه والتي تحتاج لمساعدته في إنشاء مشروعات ضخمة تكلف كثيرا وتساعد في الأجل الطويل على تنمية اقتصاد الدولة وبذلك تستطيع أن تواجه العجز الدائم في ميزان مدفوعاتها. ومساعدة البنك تكون إما بإقراضه الدول من أمواله الخاصة، أو بإصدار سندات قروض للاكتتاب الدولي.
وتقدم كل دولة عضو في البنك من اشتراكها المحدد في رأس مال البنك ذهبا أو دولارات أميركية ما يعادل 18% من عملتها الخاصة، والباقي يظل في الدولة نفسها، ولكن البنك يستطيع الحصول عليه في أي وقت لمواجهة التزاماته.
وبشكل عام يقوم البنك بإقراض الحكومات مباشرة أو بتقديم الضمانات التي تحتاجها للاقتراض من دولة أخرى أو من السوق الدولية. لكن ممارسة البنك لأعماله أظهرت أنه كان متحيزا في إقراضه بعض الدول وعدم إقراضه دولا أخرى (مشروع السد العالي في مصر).

## مؤسسات البنك الدولي
تتكون مجموعة البنك الدولي من خمس مؤسسات هي:
- البنك الدولي للإنشاء والتعمير
- مؤسسة التنمية الدولية
- مؤسسة التمويل الدولي
- هيئة ضمان الاستثمار المتعدد الأطراف
- المركز الدولي لتسوية نزاعات الاستثمار

وتختص هذه المؤسسات بجوانب مختلفة من التنمية، لكنها تستخدم إفاداتها النسبية للعمل بطريقة متعاونة نحو الهدف الأساسي نفسه ألا وهو تقليل نسبة الفقر.
ويرمز إلى البنك الدولي أحيانا باسم البنك ويقصد به البنك الدولي للإنشاء والتعمير ومؤسسة التنمية الدولية. ويشير تقرير البنك للعام المالي 2001 إلى قيام المؤسسة بإقراض الدول الأعضاء ما يزيد على 17 مليار دولار.

## رؤساء البنك الدولي
1. يوجين ماير 1946- 1946
2. جون جاي ماكلوي 1947-1949
3. يوجين آر بلاك 1949-1963
4. جورج ديفيد وودز 1963-1968
5. روبرت أس مكنامارا 1968-1981
6. ألدين وينشيب كلاوسن 1981-1986
7. باربر بي كونابل 1986-1991
8. لويس تي بريستون 1991-1995
9. جيمس دي وولفينسون 1995-2005
10. بول وولفويتز 2005- 2007
11. روبرت زوليك 2007- 2012
12. جيم يونغ كيم. 2012-2019 [21]
13. كريستينا جورجيفا 1 فبراير 2019 - 8 أبريل (الرئيسة المؤقتة)[22]
14. ديفيد مالباس. أبريل 2019-1 يونيو/حزيران 2023
15. أجاي بانغا 2 يونيو/حزيران 2023

## انتقادات
يأخذ عدد من المُفكّرين والباحثين على البنك وصندوق النقد الدوليين أنهما يعملان لخدمة «النظام العالمي الجديد» و«الشركات عابرة القوميات». ويعتبر الكاتب الأميركي نعوم تشومسكي أن هذه الشركات هي أحد أبرز دوائر النفوذ التي تتحكّم في هذا النظام العالمي وتعمل عليه.
ويعتبر بعض المُراقبين أن البنك الدولي وصندوق النقد هما أبرز أدوات هذا النظام حيث يقومان بإقراض الدول الفقيرة بقصد التنمية بينما تقوم هاتان المؤسّستان بتطبيق الشروط الخاصّة بها والتي عادةً ما تكون ضدّ مصلحة الدول الفقيرة. فهاتان المؤسّستان تقومان بإقراض الدول الصغيرة بما يُساعد حكومات الدول الكبرى (الولايات المتحدة الأميركية غالباً) على التدخّل اقتصادياً في هذه الدولة، عبر استثمارات وجماعات ضغط تجعل من هذه الدول تابعة لها.
ويُشير بعض الاقتصاديين إلى أن مُعدّل البطالة والفقر في الدول التي اقترضت من البنك الدولي ومن صندوق النقد الدولي يتزايد مع تزايد الديون، وبالتالي تتزايد نسبة تبعيتها لمالكي هاتين المؤسّستين. وباتّفاق ضمني بين مدراء المؤسّستين لا تخرج هذه الدول عن التبعية لأوروبا والولايات المتحدة، كما يؤكّد المُستشار السابق في البنك الدولي، جوزيف ستيغليتز.
ويضرب الاقتصادي ميشيل تشوسودوفيسكي أمثلة عدّة على هذه الحالات، منها الصومال، حيث قام البنك الدولي وصندوق النقد بإقراض الصومال، وإرغامه على اتّباع نمط اقتصادي مُعيّن جعل البنك والصندوق يتدخّلان مباشرة في سياساته الاقتصادية.
وفي كتاب نادر صدر باللغة الفرنسية عام 1989م وتمت ترجمته للغة العربية عام 1992م، يحمل عنوان «التاريخ السري للبنك الدولي» من تأليف الدكتور زكي العايدي، الأستاذ في معهد العلوم السياسية في باريس والمستشار السياسي السابق لرئيس الوزراء الفرنسي مانويل فالس، حاول من خلال هذا الكتاب تقديم العديد من الحقائق المجهولة حول تاريخ البنك الدولي، الذي تحول من مؤسسة صغيرة إلى قوة مالية عالمية مؤثرة، تلك القوة التي تطورت على نحو مذهل وجعلت البنك يتحكم في خيارات شعوب البلدان النامية في مجال تنميتها الاقتصادية، وطريقها المستقل للتقدم الاقتصادي والاجتماعي، بل إن هذه القوة، كما يصفها مؤلف الكتاب، جعلت البنك «يضغط على سيادة الدول»، ويصل إلى الحد الذي يضع فيه اقتصاداتها «تحت الوصاية» ويفرض «رقابة على المصروفات العامة»، بل على «حق الجلوس في مجلس الوزراء»، على حد تعبيره.
ويؤكد العايدي على أن تغول البنك الدولي بهذه الصورة جاء عبر تاريخ سيئ السمعة من العمل على تدمير الدول الوطنية القوية خلال فترة الخمسينيات والستينيات، والقضاء على أية خطط طموحة للنهوض بالاقتصادات الوطنية وتحقيق الاستقلال الاقتصادي، ومثال على ذلك ما حدث مع مصر على سبيل المثال، ويشير الكاتب كذلك إلى الدور الهام الذي قام به البنك في دعم الشركات العابرة للقارات والقوميات، التي ساعدت البنك في التخلص من القطاع العام في بلدان العالم الثالث.

## روابط خارجية
- البنك الدولي على موقع الموسوعة البريطانية (الإنجليزية)
- موقع البنك الدولي